# Кэмпбелл, Колин Гетце
Колин Гетце Кэмпбелл (англ. Colin Goetze Campbell) (3 ноября 1935 — 21 июня 2024) — американский деятель образования, президент Уэслианского университета (1970—1988).

## Биография
Колин Кэмпбелл родился 3 ноября 1935 года в Нью-Йорке в семье Джозефа Кэмпбелла и Марджори Луизы Гетце. Отец Кэмпбелла был четвёртым генеральным контролером США (руководителем Счётной палаты США), мать работала президентом совета управляющих Манфилдской тренинг-школы.
Кэмпбелл поступил в Корнеллский университет, где занимал пост председателя Ориентационного исполнительного комитета и входил в состав руководства Уиллэрд Стрэйт Холла. В последний год учёбы он был избран в общество Sphinx Head Society, куда принимали студентов старших курсов. Кэмпбелл закончил университет в 1957 году и продолжил обучение, окончив в 1961 году юридическую школу Колумбийского университета.
После окончания университета до 1970 года Кэмпбелл работал на Американской фондовой бирже в должности вице-президента, прежде чем занял пост исполнительного вице-президента и административного вице-президента Уэслианского университета. В 1970 году, после того как Эдвин Этерингтон ушел из Уэслианского университета, чтобы баллотироваться в Сенат США в качестве республиканского кандидата от Коннектикута, Кэмпбелл был избран тринадцатым, и самым молодым, президентом университета. Он возглавил университет в возрасте 34 года.
В 1988 году Кэмпбелл оставил должность президента Уэслианского университета. С 1988 по 2000 год работал президентом некоммерческой благотворительной организации Фонд братьев Рокфеллеров. С 2000 по 2014 год был президентом и главным исполнительным директором The Colonial Williamsburg Foundation.

## Личная жизнь
Кэмпбелл был женат на Нэнси Нэш, которая позже занимала пост председателя Национального фонда сохранения исторического наследия, у них было четверо детей.
Колин Гетце Кэмпбелл умер 21 июня 2024 года в возрасте 88 лет у себя дома в Блафтоне (Южная Каролина, США).